# Protomunda
Protomunda is een geslacht van rechtvleugeligen uit de familie krekels (Gryllidae). De wetenschappelijke naam van dit geslacht is voor het eerst geldig gepubliceerd in 2007 door Gorochov.

## Soorten
Het geslacht Protomunda omvat de volgende soorten:
- Protomunda albida Gorochov, 2008
- Protomunda cryptica Gorochov, 2008
- Protomunda imitatoria Gorochov, 2008
- Protomunda pulchra Gorochov, 2008
- Protomunda florida Gorochov, 2007
- Protomunda nigella Gorochov, 2007